# Голям полумесец
Големият полумесец (Papilio machaon) е вид пеперуда, срещаща се и в България. В някои страни е защитен от закона вид.

## Описание
Крилете са с размери 7,6–8,3 cm при мъжките и 8,6–9,3 cm при женските. Цветът им е предимно жълт с черна лента, успоредна на задния ръб с по едно червено петно в основата. На задните крила притежават характерни вилообразни израстъци.

## Начин на живот и хранене
Основно хранително растение е блатна самодивска трева (Peucedanum palustre).